# Исаев, Леонид Михайлович
Леонид Михайлович Исаев — советский паразитолог-эпидемиолог, профессор (1934), доктор медицинских наук (1945), заслуженный деятель науки Узбекской ССР (1944).

## Биография
Родился в 1886 году. Член КПСС.
С 1912 года — на хозяйственной, общественной и политической работе. В 1912—1964 гг. — военврач императорской армии, участник Гражданской войны на стороне красных, ассистент Московского тропического ин-та, руководитель экспедиции по изучению паразитарных болезней в Бухарской Народной Республике, инициатор и организатор Бухарского тропического института, заведующий кафедрой тропических болезней Самаркандского медицинского института, директор Узбекского научно-исследовательского института медицинской паразитологии.
За разработку и внедрение в практику здравоохранения комплексной системы мероприятий, обеспечившей резкое снижение заболеваемости малярией в СССР и ликвидации её, как массового заболевания, в ряде республик и областей был в составе коллектива удостоен Сталинской премии за выдающиеся изобретения и коренные усовершенствования методов производственной работы 1952 года.
Умер в Самарканде в 1964 году.

## Сочинения
- Проблема изучения ришты, Труды 2-го науч. съезда врачей Средней Азии (Туркестана), с. 6, Ташкент, 1926;
- Профилактика тропических болезней человека в Узбекистане, Труды и матер. 1-й конф, по изуч. производит, сил Узбекистана, т. 1, с. 164, Л., 1933;
- Ришта и её ликвидация в Узбекистане, Труды Узбекистанск. ин-та малярии и мед. паразитол., т. 2, с. 3, Самарканд, 1956;
- Проблема резкого снижения заболеваемости клещевым спирохетозом в Узбекистане, Мед. паразитол., т. 25, № 1, с. 7, 1956;
- Малярия в Узбекской ССР и борьба с ней, Труды науч. сессии АМН СССР совм, с Министерством здравоохр. Узбекск. ССР, с. 120, М., 1957;
- Эпидемиологические обоснования мероприятий по ликвидации малярии в Китайской народной республике, Труды Узбекистанск. ин-та малярии и мед. паразитол., т. 4, с. 45, Самарканд, 1959.